# 巴伦西亚海洋公园
巴伦西亚海洋公园（巴倫西亞語：[loseˌanoˈɣɾafik]，[el oˌθe.anoˈɣɾafiko]）是一个海洋馆，位于西班牙巴伦西亚市中心东南部图里亚河的干河床上，这里有不同的海洋栖息地。它由建筑师菲利克斯·坎德拉（Félix Candela）和结构工程师阿尔伯特·多明戈（Alberto Domingo）和卡洛斯·拉撒路（Carlos Lázaro）设计。它整合在被称为艺术科学城（Ciutat de les Arts i de les Ciències）的文化综合体中。它于2003年2月14日开放。 

## 一般信息

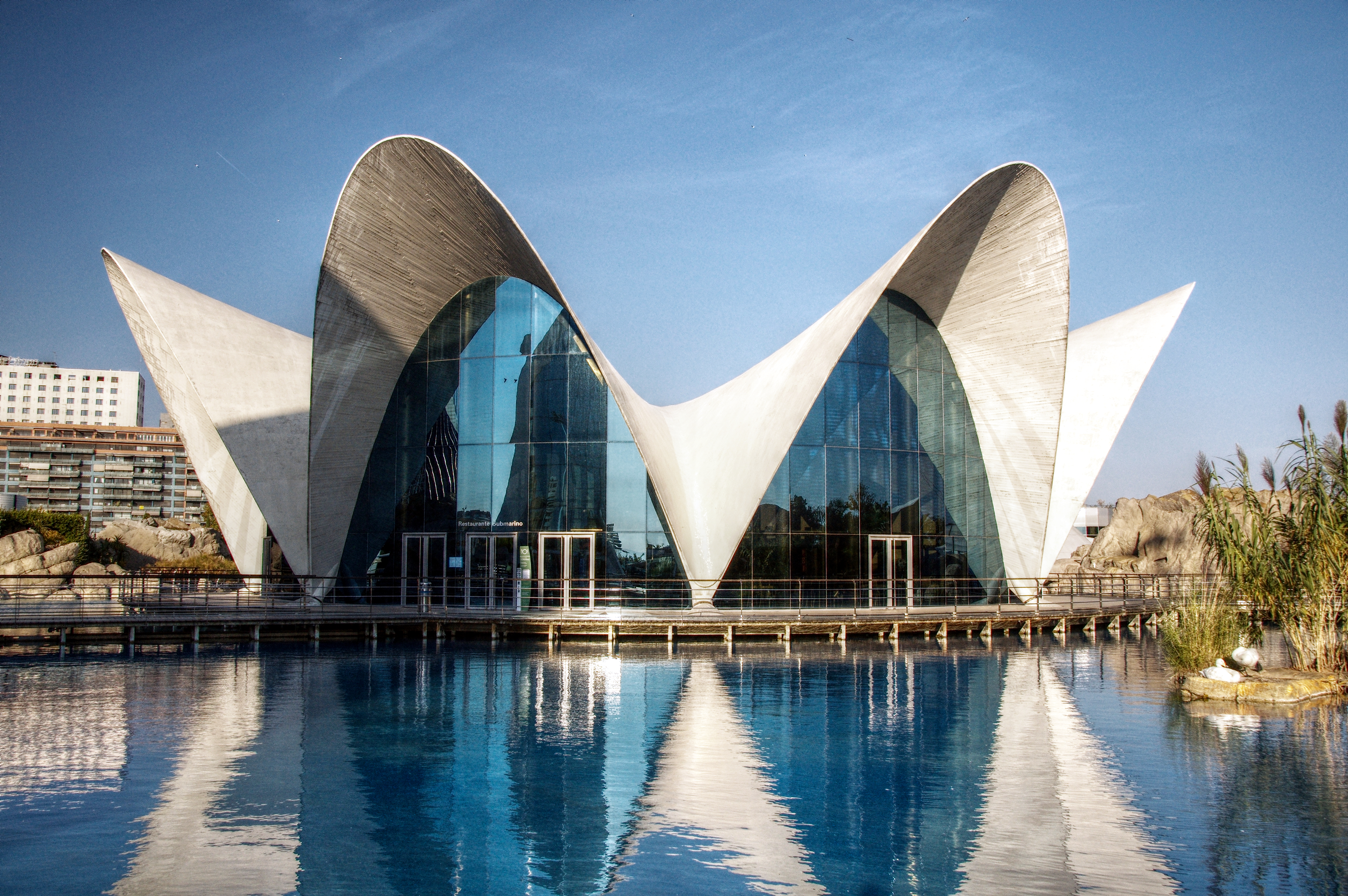
水下餐厅

巴伦西亚海洋公园是欧洲最大的同类综合体，面积110,000平方（1,200,000平方英尺），水缸總容量42,000,000公升（11,000,000美制加侖）， 其中包括26,000,000-公升（6,900,000-美制加侖）的鯨豚水族館。这里有500个不同物种的 45,000只动物—包括鲨鱼、企鹅、海豚、海狮、海象、白鲸、鸟类、爬行动物和无脊椎动物—它们都栖息在代表地球主要生态系统的九座两层水下塔中。
公园分为十个区域：海洋区域分为地中海栖息地、北冰洋、岛屿、热带、温带海域和红海。公园还包括一个海豚馆、一个由红树林沼泽和草沼组成的区域，以及一个拥有80多种不同植物的花园。

## 设计和运营
1997年，87岁的著名建筑师菲利克斯·坎德拉，结构工程师阿尔伯特·多明戈（Alberto Domingo）和卡洛斯·拉撒路（Carlos Lázaro）合作设计了这座钢纤维混凝土薄壳结构建筑。 双曲抛物面屋顶的独特形状，让人想起坎德拉于1958年设计的墨西哥城 Los Manantiales 餐厅。是由。
巴伦西亚海洋公园目前与加拿大不列颠哥伦比亚省温哥华的温哥华水族馆合作运营。

## 交通
巴伦西亚海洋公园可以通过地铁到达，在阿拉米达站（Alameda）下车或乘坐 15、25 和 95 路公交车。